# Ernst Steinig
Ernst Steinig (* 1. Januar 1900 in Klein Lassowitz; † unbekannt) war ein deutscher Ringer und zweifacher Medaillengewinner bei Europameisterschaften.

## Werdegang
Ernst Steinig wuchs in Dortmund auf und begann dort als Jugendlicher mit dem Ringen. Er startete für den ASV Heros Dortmund und entwickelte sich nach 1920 zu einem hervorragenden Ringer im griechisch-römischen Stil. 1924 machte er erstmals auf sich aufmerksam, als er in Mannheim deutscher Vizemeister im Federgewicht wurde. Im gleichen Jahr startete er auch bei der Europameisterschaft in Neunkirchen/Saar und belegte dort den siebten Platz im Federgewicht.
1925 fand in Mailand die erste Europameisterschaft des neu geordneten internationalen Ringerverbandes statt. Ernst Steinig, der vom Deutschen Ringerverband (DASV v. 1891) dafür nominiert wurde, hatte im Vergleich zum Vorjahr enorme Fortschritte gemacht und besiegte dort im Federgewicht u. a. auch den schwedischen Meister Erik Malmberg. Im Endkampf unterlag er allerdings dem Ungarn Jenő Németh, der danach viele Jahre als Gastringer für den AC Köln-Mülheim 1892 startete, nach Punkten und wurde Vizeeuropameister.
Auch 1926 gewann Ernst bei der Europameisterschaft in Riga eine Medaille, die bronzene. Gegen Erik Malmberg musste er diesmal eine Niederlage einstecken. Außerdem verlor er auch gegen Voldemar Väli aus Estland, der noch eine große Karriere vor sich hatte.
Bei den Olympischen Spielen 1928 in Amsterdam gewann Ernst vier Kämpfe in Folge, unterlag aber dann wieder gegen Voldemar Väli und musste wegen des Erreichens von fünf Fehlerpunkten ausscheiden und kam auf einen guten fünften Platz.
Bei seiner letzten Teilnahme an einer internationalen Meisterschaft, der Europameisterschaft in Dortmund gelang Ernst ein Sieg über Olympiasieger Kustaa Pihlajamäki aus Finnland. Nach einem weiteren Punktsieg über den Österreicher Karl Stiedl unterlag er dann überraschend gegen den Ungarn József Tasnádi und landete so auf dem undankbaren vierten Platz.
Ernst Steinig beendete daraufhin seine internationale Ringerlaufbahn. Er startete aber noch viele Jahre lang für seinen Verein Heros Dortmund, mit dem er 1927 und 1932 deutscher Mannschaftsmeister wurde.

### Internationale Erfolge
(OS = Olympische Spiele, EM = Europameisterschaft, GR = griechisch-römischer Stil, Fe = Federgewicht, damals bis 62 kg Körpergewicht)
- 1924, 7. Platz, EM in Neunkirchen/Saar, GR, Fe, Sieger: Karl Völklein vor Gustav Haber und Georg Schunk, alle Deutschland;
- 1925, 2. Platz, EM in Mailand, GR, Fe, mit Siegen über Harmath, Ungarn, René Rottenfluc, Frankreich und Erik Malmberg, Schweden und einer Niederlage gegen Jenő Németh, Ungarn;
- 1926, 3. Platz, EM in Riga, GR, Fe, mit Siegen über Kopmans, Lettland und Ambrus, Ungarn und Niederlagen gegen Erik Malmberg und Voldemar Väli, Estland;
- 1927, 9. Platz, EM in Budapest, GR, Fe, mit einem Sieg über Ricardo Pizzocaro, Italien und Niederlagen gegen Eugen Fleischmann, Tschechoslowakei und Károly Kárpáti, Ungarn;
- 1928, 5. Platz, OS in Amsterdam, GR, Fe, mit Siegen über Jacques Dillen, Belgien, Ricardo Rey, Argentinien, Leon Mazurek, Polen und Aleksanteri Toivola, Finnland und einer Niederlage gegen Voldemar Väli;
- 1929, 4. Platz, EM in Dortmund, GR, Fe, mit Siegen über Karl Stiedl, Österreich und Kustaa Pihlajamäki, Finnland und einer Niederlage gegen József Tasnádi, Ungarn

### Deutsche Meisterschaften
- 1924, 2. Platz, GR, Fe, hinter Gustav Paul, Netzschkau und vor Gustav Haber, Pirmasens,
- 1925, 1. Platz, GR, Fe, vor Arthur Zirkel, Pirmasens und Bröschel, Mülheim an der Ruhr,
- 1926, 1. Platz, GR, Fe, vor Eduard Sperling, Dortmund und Emil Paul, Netzschkau